# Elecciones generales de Ghana de 2012
Las elecciones generales de Ghana de 2012 fueron el sexto evento electoral realizado en el país africano tras la restauración de la democracia en 1992. Se realizaron el viernes 7 de diciembre para renovar la Presidencia de la República y los 275 escaños del Parlamento, aumentándose 45 escaños con respecto a la elección anterior. Debido al desglose de algunas máquinas de verificación biométrica, algunos votantes no pudieron emitir sufragio, y la votación se extendió hasta el sábado 8 de diciembre.
El candidato oficialista, John Dramani Mahama, del Congreso Nacional Democrático, obtuvo la victoria en primera vuelta con el 50.70% de los votos, a tan solo unos pocos miles de votos del umbral para evitar una segunda vuelta. En segundo lugar quedó Nana Akufo-Addo, del Nuevo Partido Patriótico, que volvió a quedar en segundo lugar con el 47.74%. Los otros seis candidatos recibieron menos del 1% de los votos cada uno. Mahama se encontraba ejerciendo ya la presidencia interinamente desde el 24 de julio para completar el mandato de John Evans Atta Mills, Presidente elegido en 2008 y fallecido por cáncer de garganta a finales de su mandato.
La oposición alegó manipulación de los resultados por la Comisión Electoral (CE), y presentó una petición ante el Tribunal Supremo de Ghana para revisar los resultados de las elecciones. El NPP entregó más de 11.000 "hojas rosadas" a los jueces para compararlas con documentos similares de la CE, NDC y posiblemente otros partidos. Estas hojas rosadas indican los resultados como se contabilizan en las mesas de votación únicas, antes de agregarlas a cualquier nivel superior, como municipio, distrito y región. El NPP alegó que había diferencias entre los resultados indicados inmediatamente después de su recuento en las mesas electorales y los que se utilizaron en las agregaciones, y que esto puede probarse por las hojas rosadas. En una parte separada del procedimiento, la CE fue puesta en tela de juicio y se le exigió demostrar que 14.000 ghaneses expatriados habían votado en el extranjero y no fueron registrados debido al trabajo de un virus en sus ordenadores.

## Preparaciones
La Comisión Electoral de Ghana celebró con éxito un sistema biométrico de registro para el electorado desde el 24 de marzo de 2012 hasta el 5 de mayo de 2012. La medida tenía por objeto evitar el doble registro y eliminar los nombres de personas fallecidas en el antiguo registro.
Controversialmente, se añadieron 45 circunscripciones parlamentarias adicionales a las 230 de las elecciones generales de 2008. Por lo tanto, la votación tuvo lugar en un total de 275 circunscripciones y 26.002 centros de votación.

## Observación
La Coalición de Observadores Electorales Domésticos (CODEO) capacitó a observadores electorales y desplegó 4000 de ellos para monitorear las elecciones en todo el país. Observadores de la Misión de Observadores de la CEDEAO , encabezados por el expresidente nigeriano, el General Olusegun Obasanjo, también supervisaron las elecciones. La misión tomó nota de las fallas técnicas causadas por las máquinas biométricas defectuosas, pero añadió que esto no había socavado la imparcialidad y transparencia de las elecciones.

## Cuestiones preelectorales
El presidente en ejercicio John Evans Atta Mills, que se iba a presentar a la reelección, falleció el 24 de julio de 2012, de cáncer de garganta, en medio de preocupaciones con respecto a los comicios. El Vicepresidente John Dramani Mahama asumió la jefatura de estado para completar su mandato. El líder de la Comisión Electoral de Ghana, Kwadwo Afari-Gyan, dijo que "el calendario electoral se mantiene sin cambios, es puramente una cuestión del partido". El Congreso Nacional Democrático debió escoger otro candidato, siendo finalmente elegido Dramani Mahama.
El principal punto de discusión tras el cierre de las nominaciones fue la descalificación de Nana Konadu Agyeman Rawlings, líder del recién formado Partido Nacional Democrático. Esto se debió a errores en la documentación presentada a la Comisión Electoral.
Hubo acusaciones contra los medios de comunicación por no cubrir las elecciones de una manera justa después de que los medios de comunicación anunciaran la derrota opositora.

## Elecciones presidenciales

### Resultados generales

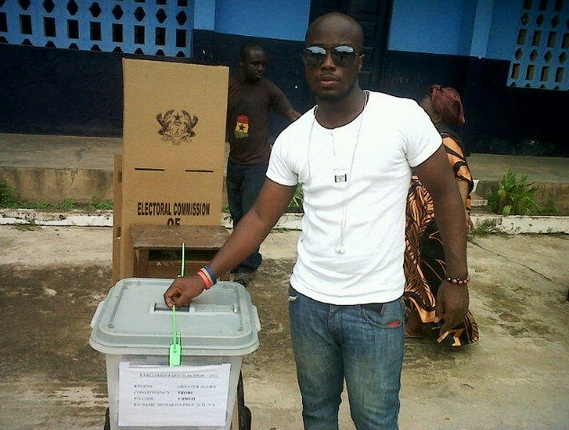
Un ciudadano ghanés emitiendo su voto.

Mahama triunfó en primera vuelta, a 0.70 puntos porcentuales de evitar una segunda vuelta. En segundo lugar quedó Akufo-Addo, con el 47.74% de los votos. La participación había aumentado considerablemente desde la anterior elección, pero el resultado fue tan solo un poco menos cerrado.
|  | 50.70 % |

|  | 47.74 % |

|  | 0.59 % |

|  | 0.35 % |

|  | 0.22 % |

|  | 0.18 % |

|  | 0.14 % |

|  | 0.08 % |

|  | 97.76 % |

|  | 2.24 % |

|  | 100 % |

|  | 79.43 % |

### Resultados por región
| Región                      |                         |                     |                     |                     |                     |                           |                           |                    |                    |                       |                       |                        |                        |                        |                        |       |
|                             |                         |                     |                     |                     |                     |                           |                           |                    |                    |                       |                       |                        |                        |                        |                        |       |
| John Dramani Mahama NDC     | John Dramani Mahama NDC | Nana Akufo-Addo NPP | Nana Akufo-Addo NPP | Paa Kwesi Nduom PPP | Paa Kwesi Nduom PPP | Henry Herbert Lartey EGLE | Henry Herbert Lartey EGLE | Ayariga Hassan NCP | Ayariga Hassan NCP | Abu Sakara Foster CPP | Abu Sakara Foster CPP | Jacob Osei Yeboah Ind. | Jacob Osei Yeboah Ind. | Akwasi Addai Odike UFP | Akwasi Addai Odike UFP |       |
| Votos                       | %                       | Votos               | %                   | Votos               | %                   | Votos                     | %                         | Votos              | %                  | Votos                 | %                     | Votos                  | %                      | Votos                  | %                      |       |
| Ashanti                     | 612.616                 | 28.35%              | 1.531.152           | 70.86%              | 6.594               | 0.31%                     | 5.420                     | 0.25%              | 1.355              | 0.06%                 | 1.805                 | 0.08%                  | 823                    | 0.04%                  | 1.095                  | 0.05% |
| Gran Acra                   | 511.244                 | 51.49%              | 469.909             | 47.33%              | 3.686               | 0.37%                     | 3.843                     | 0.39%              | 1.169              | 0.12%                 | 1.329                 | 0.13%                  | 1.028                  | 0.10%                  | 691                    | 0.07% |
| Central                     | 492.374                 | 52.12%              | 430.135             | 45.53%              | 13.873              | 1.47%                     | 4.258                     | 0.45%              | 1.072              | 0.11%                 | 1.295                 | 0.14%                  | 963                    | 0.10%                  | 729                    | 0.08% |
| Oriental                    | 483.998                 | 42.03%              | 655.462             | 56.91%              | 4.828               | 0.42%                     | 3.793                     | 0.33%              | 1.021              | 0.09%                 | 1.155                 | 0.10%                  | 780                    | 0.07%                  | 630                    | 0.05% |
| Gran Acra                   | 1.125.751               | 52.31%              | 1.009.787           | 46.92%              | 9.532               | 0.44%                     | 2.276                     | 0.11%              | 1.071              | 0.05%                 | 2.578                 | 0.12%                  | 835                    | 0.04%                  | 425                    | 0.02% |
| Norte                       | 570.602                 | 58.23%              | 383.263             | 39.11%              | 7.303               | 0.75%                     | 6.277                     | 0.64%              | 3.357              | 0.34%                 | 4.145                 | 0.42%                  | 3.111                  | 0.32%                  | 1.920                  | 0.20% |
| Alta Oriental               | 274.019                 | 66.43%              | 120.814             | 29.29%              | 2.805               | 0.68%                     | 3.076                     | 0.75%              | 8.017              | 1.94%                 | 1.108                 | 0.27%                  | 1.426                  | 0.35%                  | 1.232                  | 0.27% |
| Alta Occidental             | 186.134                 | 65.54%              | 83.098              | 29.26%              | 3.095               | 1.09%                     | 2.610                     | 0.92%              | 4.932              | 1.74%                 | 813                   | 0.29%                  | 2.790                  | 0.98%                  | 534                    | 0.19% |
| Volta                       | 734.641                 | 85.47%              | 111.149             | 12.93%              | 3.952               | 0.46%                     | 3.239                     | 0.38%              | 1.353              | 0.16%                 | 2.124                 | 0.25%                  | 2.185                  | 0.25%                  | 907                    | 0.11% |
| Occidental                  | 582.193                 | 54.42%              | 468.517             | 43.80%              | 8.599               | 0.80%                     | 3.458                     | 0.32%              | 1.274              | 0.12%                 | 3.757                 | 0.35%                  | 1.215                  | 0.11%                  | 746                    | 0.07% |
| Fuente: Ghana Election 2012 |                         |                     |                     |                     |                     |                           |                           |                    |                    |                       |                       |                        |                        |                        |                        |       |

## Elecciones parlamentarias
|  | 47.51 % |

|  | 46.41 % |

|  | 1.65 % |

|  | 0.73 % |

|  | 0.66 % |

|  | 0.31 % |

|  | 0.14 % |

|  | 0.03 % |

|  | 0.03 % |

|  | 0.01 % |

|  | 0.01 % |

|  | 0.01 % |

|  | 0.01 % |

|  | 0.00 % |

|  | 0.00 % |

|  | 0.00 % |

|  | 2.50 % |

|  | 98.41 % |

|  | 1.59 % |

|  | 100 % |

|  | 80.01 % |

## Reacciones
La Coalición de Observadores Electorales Nacionales (CODEO), la Comunidad Económica de los Estados de África Occidental (CEDEAO) y la Unión Africana (UA) declararon que las elecciones fueron, en su mayor parte, libres y justas. A pesar de esto, todavía existían acusaciones generalizadas de irregularidades en la votación, aunque éstas fueron desestimadas por el presidente de la comisión electoral como no confirmadas. Como resultado de estas afirmaciones, el Nuevo Partido Patriótico inmediatamente rechazó los resultados después de anunciarse la victoria de Mahama, y su candidato, Akufo-Addo, señaló que los líderes de su partido se reunirían el 11 de diciembre para considerar sus opciones, una de las cuales podría ser impugnar los resultados presentando una apelación en un tribunal. La idea de una oposición violenta al resultado fue descartada.
El presidente de la comisión de la Unión Africana, el Presidente de Benín Thomas Yayi Boni, voló a Ghana para reunirse con los dos candidatos, felicitó a Mahama por su victoria y lo instó a dirigir un gobierno inclusivo. Yayi elogió la conducta de los participantes de la elección. En previsión de las peticiones relativas a las elecciones, la jefa de Justicia Georgina Theodora Wood estableció dos secretarías de quejas públicas para procesar rápidamente estas preocupaciones. En una declaración después de ser proclamado vencedor, Mahama dio un mensaje de reconciliación, diciendo: "Quiero dar la bienvenida a mis compañeros candidatos a unirse a mí ahora como socios en el proyecto de construcción de la nación y de la creación de una Ghana mejor".